# 飯饌
飯饌（／ banchan），又稱韩式小菜、韓國小菜、伴餐，指的是韓國料理中的各種小菜類食物，特點是分量少、數量多，這些小菜被裝在一個個陶瓷或者金屬製成的小碗之中，在用餐之前就擺放在桌上供顧客享用。
在韓國的韓式料理餐廳，韓國小菜會提前上、並且分量非常多，食用完畢也可添加數次甚至免費暢吃。韓式小菜以各類泡菜尤其是白菜泡菜為主流，但是醃菜類、清炒類的小菜也不少，还有煮菜、蒸菜、乾煸菜、醬炖菜、煎餅、雜菜和西式沙拉等豐富種類可供選擇。

## 歷史
飯饌據信起源於朝鮮三國時代，因佛教傳入，禁止葷食，於是發展出各種口味和烹調方式的素菜。雖然後來蒙古入侵高麗時恢復了葷食，但各種素菜已成了韓式料理的核心。
朝鮮族傳統的一餐由米飯、湯、醬、炖菜、泡菜等組成。按飯饌多少分為三道（첩）至朝鮮宮廷料理的十二道。現代朝鮮人在日常進餐時，飯饌和烤肉等主菜被放在桌上共享，而米飯和湯就一人一份上桌。古代或宴會時則全部一人一份。

## 類別

### 泡菜
泡菜通當指發酵的蔬菜，用鹽和辣椒調味。這是飯饌中必要的一員，有些人認為少了泡菜就不能算是一餐。常見的種類包括用大白菜做的韓式泡菜、蘿蔔泡菜、黃瓜泡菜、泡芥菜、泡菜湯、新鮮泡菜等等。

### 蔬菜
蔬菜（나물），包括豆芽、桔梗根、蘿蔔、莧菜、蕨、裙帶菜、茄子、蕃薯葉、薺菜、菠菜等，可以用蒸、燙、涼拌或炒的，通常搭配蒜泥、蔥、辣椒、麻油、鹽、醋、醬油。

### 爆醬
爆醬（볶음）指加了醬一起爆炒的料理，例如苦椒醬炒豬肉、烏賊、章魚、蘑菇、米粉、年糕、泡菜、馬鈴薯絲。

### 煨燒
煨燒（조림）是指把食材放到湯汁裡煨煮，通常以醬油為底味，另外可能加苦椒醬或辣椒粉，並將湯汁收乾。較常這樣處理的有豆腐、根莖類蔬菜、肉、蛋和魚。

### 蒸煮
蒸煮（찜），把食材加上醬料之後拿去蒸或煮熟。例如蒸蛋、蒸海鮮、蒸肉、安東燉雞、辣炒年糕。

### 煎
煎指的是把食材裹上蛋汁和麵衣之後放在油鍋煎熟。例如泡菜煎餅、海鮮煎餅、煎肉餅、馬鈴薯餅、朝鮮蔥餅、綠豆煎、花煎。

### 其他
蛋捲、韓式馬鈴薯沙拉、黃蘿蔔乾、雜菜。

## 影響
在韓式飲食文化中，餐廳提供的配菜大多是免費且無限供應，供應量大於食用量，在南韓是食物浪費的成因之一。南韓的食物浪費遠高於歐洲和北美。